# C4-es busz (Zalaegerszeg)
A zalaegerszegi C4-es jelzésű autóbusz az Olai bisztró és Flex B között közlekedik. A vonalat a Volánbusz üzemelteti.

## Útvonala
| Flex B felé | Olai bisztró felé |
| --- | --- |
| Olai bisztró / Gasparich utca 16. vá. – Platán sor / Gasparich Márk utca – Landorhegyi út – Csertán Sándor utca – Göcseji út – Köztársaság útja – Göcseji út – Zrínyi Miklós utca – Posta utca – Flex B vá. | Botfa, Rózsás utca vá. – Rózsás utca – Botfa utca – Várberki utca – Botfai bekötőút – Posta utca – Zrínyi Miklós utca – Hunyadi János utca – Göcseji út – Köztársaság útja – Göcseji út – Csertán Sándor utca – Landorhegyi út – Platán sor – Olai bisztró vá. |

## Megállóhelyei
|                                      | 0                                       | Olai bisztró végállomás                            | 36                                          | 1, 1A, 1E, 1U, 1Y, 10, 10Y, 11, 11A, 11Y, 24, 48, 69, C1                                |
| 2                                    | Platán sor - Gasparich utca             | 35                                                 | 10, 10C, 10E, 10Y, 11, 11A, 11Y, 26, 48, C1 |                                                                                         |
| 3                                    | Landorhegyi ABC                         | 34                                                 | 10, 10Y, 11, 11A, 11Y, 30, 48, C1, C2       |                                                                                         |
| 4                                    | Fiú-diákotthon                          | 32                                                 | 10, 10Y, 11, 11A, 11Y, 30, 48, C1, C2       |                                                                                         |
| 5                                    | Göcsej áruház (↓) Landorhegyi út 20.(↑) | 30                                                 | 10, 10Y, 11, 11A, 11Y, 30, 48, C1, C2       |                                                                                         |
| 0                                    |                                         | Gasparich utca 16. induló végállomás               |                                             |                                                                                         |
| 2                                    | Landorhegyi út 60.                      | 10C, 26                                            |                                             |                                                                                         |
| 3                                    | Landorhegyi út 34.                      | 10C                                                |                                             |                                                                                         |
| 5                                    | 6                                       | Csertán Sándor utca                                | 29                                          | 10, 10C, 10Y, 11, 11A, 11Y, 30, 48, C1, C2                                              |
| 6                                    | 7                                       | TUNGSRAM (GE Hungary)                              | 27                                          | 10Y, 11Y, 30A, 30C, C1, C2                                                              |
| 8                                    | 9                                       | Kertváros, autóbusz-forduló                        | 25                                          | 8C, 8E, 10Y, 11Y, 30A, 44, C1, C2                                                       |
| 10                                   | 11                                      | Kertváros, Eötvös József Általános Iskola          | 24                                          | 8, 8C, 10Y, 11A, 11Y, 44, C1, C2                                                        |
| 11                                   | 12                                      | Kertvárosi ABC                                     | 23                                          | 8, 8C, 10Y, 11A, 11Y, 44, C1, C2                                                        |
| 12                                   | 13                                      | Kertváros, Liszt Ferenc Általános Iskola           | 21                                          | 8, 8C, 10Y, 11A, 11Y, 44, C1, C2                                                        |
| 13                                   | 14                                      | Kertváros, Szent Család óvoda                      | 20                                          | 8, 8C, 8E, 10Y, 11A, 11Y, 44, C1, C2                                                    |
| 15                                   | 16                                      | Éva presszó (↓) Városi fürdő (Göcseji út) (↑)      | 18                                          | 8, 8E, 10, 10C, 10Y, 11, 11A, 11Y, 26, 30, 30A, 30C, 48, C1, C2                         |
| 18                                   | 17                                      | Vasútállomás (ABC) (↓) Vasútállomás (Kisposta) (↑) | 16                                          | 1, 1U, 1Y, 3, 3Y, 4, 4A, 4E, 4U, 4Y, 5U, 9U, 10, 10Y, 11, 11A, 11Y, 41, C2 Zalaegerszeg |
| 19                                   | 18                                      | Bartók Béla utca - Zrínyi utca                     | 15                                          | 4, 4A, 4E, 4U, 4Y, 41, 44                                                               |
| 20                                   | 19                                      | TÜZÉP                                              | 14                                          | 4, 4A, 4Y, 41, 44, 48                                                                   |
| 21                                   | 20                                      | MOL Nyrt. bejárati út                              | 13                                          | 4, 4A, 4Y, 41, 44, 48                                                                   |
| 22                                   | 21                                      | Volán-telep                                        | 12                                          | 4, 4A, 4E, 4U, 4Y, 41, 44, 48                                                           |
| 23                                   | 22                                      | Flex A                                             | 11                                          | 4, 4A, 4E, 4U, 4Y, 41, 44, 48                                                           |
| 24                                   | 23                                      | Zalabesenyő elágazó                                | 9                                           | 4, 4A, 4E, 4U, 4Y, 41, 44, 48                                                           |
| 25                                   | 25                                      | Flex B érkező végállomás                           | 7                                           | 4, 4U, 4Y, 41, 44, 48                                                                   |
|                                      |                                         | Botfa, Speciális Fiúnevelő Intézet                 | 6                                           | 4, 4U, 4Y, 41                                                                           |
| Botfa, Botfa utca                    | 4                                       | 4, 4U, 4Y, 41                                      |                                             |                                                                                         |
| Botfa, autóbusz-forduló              | 2                                       | 4, 4U, 4Y, 41                                      |                                             |                                                                                         |
| Botfa, Botfa utca - Rózsás utca      | 1                                       | 4, 4U, 4Y, 41                                      |                                             |                                                                                         |
| Botfa, Rózsás utca induló végállomás | 0                                       |                                                    |                                             |                                                                                         |